# Allan Beskow
Hans Axel Allan Beskow, född 7 oktober 1901 i Stockholm, död 26 mars 1988 i Vasa församling i Göteborg, var en svensk läkare. Han var far till Jan och Ann Beskow. 
Beskow, som var son till teologie doktor Emanuel Beskow och Nanna Hildebrand, avlade studentexamen i Borås 1920, medicine kandidat vid Uppsala universitet 1925, medicine licentiat där 1930 och medicine doktor vid Göteborgs medicinska högskola 1953. Han var underläkare på Österåsens sanatorium 1932–1935, på Umeå lasarett 1935–1937, överläkare på Romanäs sanatorium 1937–1960 och dispensärläkare på Dispensärcentralen i Göteborg 1960–1970. Han författade skrifter främst beträffande tuberkulos. Allan Beskow är begravd på Stampens kyrkogård i Göteborg.